# Акан
Акан — бог вина і сп'яніння у мая. Його ототожнюють з місцевою брагою, бальче, виготовленою з ферментованого меду, до якого додана кора дерева бальче (Lonchocarpus violaceus).